# Anoncus stipator
Anoncus stipator là một loài tò vò trong họ Ichneumonidae.